# 電通総研IT
株式会社電通総研IT（でんつうそうけんアイティー、英: DENTSU SOKEN IT INC.）は、東京都港区に本社を置く、日本のシステムインテグレーター。電通総研グループ会社のシステム構築分野の中核を担う企業。
企業ビジョンとして『Stand by the Customers～常にお客様とともにお客様の立場で～』を定めている。

## 会社概要
ものづくりに軸足をおいた技術者集団として、金融・広告・通信業向けシステムをはじめ、様々な業界のお客様ニーズに応じ、受託開発を行っている。50年以上に渡り、金融業界トップクラスのクライアントや電通のシステム構築を通じ、業務知識や最先端の開発技術を培っている。

## 事業概要
金融ソリューション
創業以来、金融機関に対して資金融通を支援するコアバンキングシステムをはじめ、融資業務を最適化するコーポレートファイナンス関連システムや金融工学を実装した市場系システムなど多くのソリューションを提供。
コミュニケーションIT
電通総研グループの一員として、電通グループに対して事業の根幹を支援する基幹業務システムや、働き方改革に関わる各種基盤システムの構築など、広告事業やマーケティング事業を支えるソリューションを提供。
ビジネスソリューション
様々な業種のグループ企業向けに、グループ経営管理やHCM等、グループ企業経営の根幹を支える基幹業務ソリューションを提供。
製造ソリューション
国内主要製造企業の製品開発業を支援してきた知見を反映した統合化された支援ツールによる「ものづくり」を支えるソリューションを提供。

## 沿革
- 1969年 - 社団法人経済調査協会の電子計算機部門を母体として発足
- 1971年 - 社団法人経済調査協会から独立し、 株式会社経調を設立
- 2000年 - 株式会社電通国際情報サービスと資本業務提携の締結
- 2002年 - 商号を株式会社アイエスアイディ ・インターテクノロジーに変更
- 2004年 - 商号を株式会社ISIDインターテクノロジーに変更し、 品川に本社を移転
- 2024年 - 商号を株式会社電通総研ITに変更